# Joseph Anton Vogel
Joseph Anton Vogel (Altkirch, 23 marzo 1756 – Loreto, 26 agosto 1817) è stato uno storico e letterato francese. Fu esemplare figura di erudito settecentesco,  fondamentale per la formazione culturale e per la storiografia di molti comuni delle Marche.

## Biografia
Nel 1780 si laureò in teologia all'Università cattolica di Strasburgo e nel 1789 divenne parroco di Obermorschwiller. In seguito alla rivoluzione francese rifiutò di prestare giuramento alla costituzione civile. Nel 1792 fuggì in Svizzera; due anni dopo giunse esule nello Stato della Chiesa e si stabilì a Fermo, ove grazie alla sua erudizione, che univa ad una vivace curiosità per tutte le discipline, iniziò a farsi conoscere quale esperto archivista ed apprezzato compilatore dei cataloghi e delle biblioteche familiari e nobiliari. Fecondissimo studioso di testi antichi, fu instancabile catalogatore di notizie storiche municipali e si mise in luce anche nella sistemazione degli archivi pubblici di molti paesi del Fermano, assieme allo storico Giuseppe Colucci; risistemò ed ordinò tra gli altri gli archivi comunali di Matelica, dove risalì alle origini dell'industria cartaria fabrianese, e di Cingoli. Fu canonico onorario poi a Recanati nel 1809, poi fu chiamato a Loreto per completare le sue ricerche sulla storia della Santa Casa (1814). Scrisse il Commentarius historicus de ecclesiis Recanatensi et Lauretana, che fu pubblicato postumo. Lasciò un'enorme quantità di studi e lettere, tuttora fonte preziosissima per la ricostruzione del periodo storico, in particolare quello medievale, di diversi comuni marchigiani.

## Rapporti con Leopardi e lo Zibaldone
Dal 1802 al 1814 il Vogel risiedé a Recanati per riordinare l'archivio comunale. Per la sua perizia come archivista fu introdotto nel 1809 alla famiglia Leopardi, anche qui per ordinarne la biblioteca, ma successivamente nacque una profonda amicizia con il conte Monaldo, che ne richiese l'opera quale precettore per il figlio. La presenza in casa del Vogel, che portava testimonianza dei fermenti culturali europei fu molto importante nella primissima educazione del giovane Giacomo; molto probabilmente anche il fascino che emanava dalle notevoli conoscenze linguistiche del Vogel (inglese, francese, tedesco e russo) giocò un ruolo importante per la formazione del poeta recanatese. Il Vogel fu fra i primi che parlarono entusiasticamente del talento del poeta, commentando il suo Porphyrii de vita Plotini. 
In un carteggio con il marchese Filippo Solari il Vogel usa tra l'altro il termine "zibaldonico", suggerendo la necessità di tenere uno "sgrigno" letterario dove registrare i propri pensieri e idee, insieme a spunti di studio. Tale termine il Leopardi riutilizzerà per denominare la sua più importante opera in prosa, cui sembra non indifferente lo stile del Vogel. L'uso di raccogliere materiale letterario diversissimo e spesso senza continuità per unirlo insieme come fonte per ulteriori elaborazioni era una caratteristica dell'arte del letterato alsaziano e di altri pre-romantici come lo Winckelmann e tale stile, secondo alcuni sull'influsso del Vogel, Leopardi trasporterà nello Zibaldone.

## Opere
Anton Vogel non pubblicò alcuno studio in vita. Le sue opere sono uscite postume:
- Storia della Chiesa recanatese e lauretana (1859)
- Epistolario : lettere al marchese Filippo Solari e a padre Stefano Cataldo Rinaldi (1993)